# Hieracium jarzabczynum
Hieracium jarzabczynum — вид квіткових рослин з родини айстрових (Asteraceae). Вид зростає в Європі: Польща, Словаччина; це багаторічна рослина.

## Морфологічна характеристика
Зовнішні язички 16,3–22,0 мм завдовжки; обгорткові приквітки лінійно-ланцетні, середні 1,4–1,8 мм завширшки; внутрішні прикореневі листки (широко) еліптичні, від довгасто-оберненояйцеподібних до зворотно-ланцетних (найдовший листок 1,6–3,0 см завширшки), помітно черешкові, в нижній половині зазвичай глибоко зубчасті, зубці від трикутних до вузько-трикутних, найдовший зубець 1,7–9 мм завдовжки, іноді листки з 1 або кількома вузько-трикутними вигнутими зубцями на черешку; рослини з 1–3 головами, верхня частина стебел з 1–4 приквіткоподібними листками.